# Гострий мієлобластний лейкоз
Гострий мієлобластний лейкоз (ГМЛ) (також Гострий мієлоїдний лейкоз, Гостра мієлоїдна лейкемія) — гетерогенна група онкологічних захворювань людини, які виникають у результаті мутації протоонкогенів у мієлоїдній лінії кровотворних клітин. ГМЛ характеризується швидким ростом числа аномальних клітин, які накопичуються в кістковому мозку та периферійній крові й заважають росту і розвитку нормальних клітин крові. Прояви можуть включати в себе відчуття втоми, задишку, легкі синці та кровотечі, а також підвищений ризик виникнення інфекційних хвороб. Іноді може виникати ушкодження головного та спинного мозку, шкіри та ясен. ГМЛ прогресує швидко і зазвичай завершується смертю хворого протягом декількох тижнів або місяців за відсутності лікування.
Фактори ризику включають куріння, попередню хімієтерапію або променеву терапію, мієлодиспластичний синдром і вплив різних хімічних речовин, наприклад бензолу. Основний механізм патогенезу включає заміну нормального вмісту кісткового мозку клітинами лейкемічної лінії, що призводить до падіння кількості еритроцитів, тромбоцитів і нормальних лейкоцитів у периферійній крові. Діагностика, як правило, базується на біопсії кісткового мозку та специфічних дослідженнях крові — в першу чергу цитологічних, імунологічних, методів проточної цитометрії, цитогенетичних, біохімічних тощо. ГМЛ має декілька підтипів, для яких лікування та його результати можуть бути різними.
ГМЛ, переважно, спочатку лікується хімієтерапією з метою індукції ремісії. Потім хворі можуть отримувати додаткову хімієтерапію, променеву терапію або трансплантацію стовбурових клітин червоного кісткового мозку. Конкретні генетичні мутації, наявні в ракових клітинах, можуть бути визначальними для вибору стратегії терапії, а також визначати час життя хворого, прогноз перебігу захворювання, імовірність рецидиву. При лікуванні ГМЛ свого часу пробували застосовувати триоксид миш'яку.
У 2015 році на ГМЛ захворіло близько мільйона людей, 147 000 смертей внаслідок нього відбулося у всьому світі. ГМЛ найчастіше трапляється у літніх людей. Чоловіки страждають частіше, ніж жінки. На сьогодні ГМЛ виліковується приблизно у 35 % людей віком до 60 років і 10 % у віці старше 60 років. Люди похилого віку, чиє здоров'я занадто слабке для інтенсивної хімієтерапії, мають типову виживаність 5–10 місяців. На ГМЛ припадає приблизно 1,8 % смертей від раку в США.

## Історичні факти

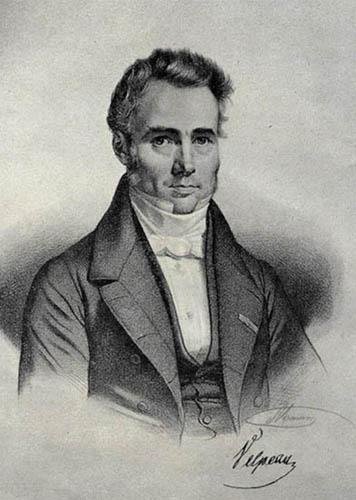
Альфред Вельпо — анатом і хірург, що першим описав лейкоз

Перший опублікований опис випадку лейкозу (лейкемії) в медичній літературі датується 1827 роком, коли французький лікар Альфред Вельпо описав 63-річного флориста, що мав хворобу, яка характеризувалася гарячкою, слабкістю, істотним збільшення печінки і селезінки. Вельпо зазначив, що кров цієї людини мала консистенцію «каші», і припускав, що поява такої крові пояснюється білими тільцями. У 1845 році низка людей померли зі збільшеною селезінкою і змінами в «кольорах і консистенціях їхньої крові», як це повідомив патологоанатом з Единбургу (Шотландія) Дж. Беннетт. Він використовував термін «лейкоцитемія» для опису цього патологічного стану.
Термін «лейкемія» був введений відомим німецьким патологоанатомом Рудольфом Вірхов у 1856 році. Як піонер у використанні світлового мікроскопа в патології, Вірхов був першим, хто описав аномальний надлишок лейкоцитів у людей з клінічними синдром, що був описаний Вельпо і Беннетом. Оскільки Вірхов був не впевнений в етіології надлишку білих кров'яних клітин, він використовував суто описовий термін «лейкемія» (грецька: «біла кров»), щоб посилатися на цей стан хворих.
Подальший прогрес у розумінні гострої мієлоїдної лейкемії відбувався швидко з розвитком нових технологій. У 1877 році Пауль Ерліх розробив методику фарбування препаратів крові, що дозволило йому детально описати нормальні та патологічні лейкоцити. Вільгельм Ебштейн ввів у 1889 році термін «гостра лейкемія», щоб диференціювати швидко прогресуючі та летальні лейкемії від хронічних лейкозів. Термін «мієлоїдна» був придуманий Францем Ернстом Крістіан Нойман в 1869 році, оскільки він першим відкрив, що білі кров'яні клітини утворені в кістковому мозку (грецький: µυеλός, myelos — кістковий мозок), а не в селезінці. Методику дослідження кісткового мозку для діагностики лейкемії вперше описано в 1879 році Мослером. Нарешті, в 1900 році мієлобласти, що є злоякісними клітинами при ГМЛ, описані Отто Негелі, який розділив лейкемії на мієлоїдні та лімфоцитарні.

## Вікова специфіка
ГМЛ, як форма гострого лейкозу, характерний для дорослих — у дорослих біля 80 % випадків лейкозів представлені саме мієлоїдними формами. У дітей картина протилежна — 80 — 90 % випадків лейкозів представлені лімфоїдними формами і лише 10 — 20 % мієлоїдними формами.

## Патогенез
Оскільки першопричиною виникнення ГМЛ є мутація протоонкогену і виникнення злоякісного клону клітин, то ризик виникнення ГМЛ посилюється дією іонізуючого випромінювання, хімічних мутагенів різної природи, біологічних мутагенів (у тому числі вірусів). Високий ризик виникнення ГМЛ є у людей з підвищеним мутагенезом та підвищеною нестабільністю геному, що може бути обумовлена гомозиготністю по мутантним генам, що пов'язані з процесами репарації ДНК. Є низка спадкових синдромів пов'язаних з генами, відповідальними за репарацію ДНК — синдром Блума, анемія Фанконі і т. д. При ГМЛ злоякісними клітинами є мієлобласти, що не здатні до дозрівання і диференціювання, активно проліферуються, накопичуються в кістковому мозку, витісняючи нормальні кровотворні клітини.

## Хромосомні аномалії при гострих мієлобласних лейкозах

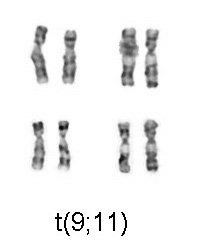
Хромосомна транслокація t(9;11), асоційована з ГМЛ

На сьогодні встановлено, що низка хромосомних мутацій зачіпають протоонкогени, спричинюють утворення химерних генів, що викликають онкотрансформацію клітин. Серед хромосомних мутацій, що спричинюють розвиток ГМЛ найбільш часто зустрічаються наступні:
- t(8;21) (q22; q22) з утворенням онкогенну RUNX1/RUNX1T1
- inv 16 (p13;q22) з утворенням онкогенну CBFB/MYH11
- t(15;17) з утворенням онкогенну АРРК
- t(6;9) (p23;q34) з утворенням онкогену KPAS1 або DEK-NUP214
- del 16q з утворенням онкогену CBFB/MYH11
- del 11q з утворенням онкогену MLL
- t(9;11)(p22;q23) з утворенням онкогену C-ALB або MLLT3-MLL
- t(11;19) з утворенням онкогену MILL-ENL
- t(1;22))(p13;q13)з утворенням онкогену BCR або RBM15-MKL1
- inv(3)(q21q26.2) з утворенням онкогену RPN1-EVI1
- t(3;3)(q21;q26.2) з утворенням онкогену RPN1-EVI1

### ГМЛ і вагітність
Патогенез ГМЛ нерідко пов'язаний з вагітністю. ГМЛ трапляється в 1 з 10 000 вагітних жінок. Наслідки і перебіг в цьому випадку залежать від типу ГМЛ. Гострі лейкемії зазвичай вимагають оперативного, агресивного лікування, незважаючи на значні ризики втрати плоду та виникнення вроджених вад, особливо якщо хімієтерапія проводиться в період чутливого розвитку в першому триместрі.

## Класифікація
Згідно цитологічній класифікації ГМЛ розрізняють наступні його форми:
- МО — мінімально диференційований ГМЛ
- М1 — ГМЛ без ознак дозрівання клітин
- М2 — ГМЛ з ознаками дозрівання клітин[6]
- М3 — промієлоцитарний ГМЛ[7]
- М4 — мієломонобластний ГМЛ
- М5а — монобластний ГМЛ
- М5b — моноцитарний ГМЛ
- М6 — еритроїдний ГМЛ
- М7 — мегакаріобласний ГМЛ
- М8 — базофільний ГМЛ.

## Клінічні прояви
Більшість проявів ГМЛ обумовлені заміною нормальних клітин крові лейкозними клітинами мієлоїдної лінії. Відсутність нормального продукування лейкоцитів робить людей більш сприйнятливими до інфекцій; в той час як самі лейкемічні клітини, що походять від попередників білих кров'яних клітин, не мають здатності боротися з інфекціями. Падіння кількості червоних кров'яних клітин (анемія) може спричинити втому, блідість і задишку. Нестача тромбоцитів може призвести до гематом або до кровотечі під час незначних травм.
Ранні ознаки ГМЛ часто є невизначеними і неспецифічними і можуть бути подібними до симптомів грипу або інших поширених захворювань. Деякі генералізовані прояви включають гарячку, стомлюваність, втрату ваги або втрату апетиту, задишку, анемію, легкі синці або кровотечу, петехії (плоскі, плями з розміром шпильки під шкірою, викликані кровотечею), біль у кістках і суглобах, а також стійкі або часті інфекції.
При ГМЛ зможе спостерігатися збільшення селезінки, але воно є, як правило, легким і безсимптомним. Набряк лімфатичних вузлів рідко зустрічається при ГМЛ, на відміну від гострого лімфобластного лейкозу (ГЛЛ). Спостерігається інколи запалення шкіри.
Деякі люди з ГМЛ можуть відчувати набряк ясен через інфільтрацію лейкемічних клітин в тканину ясен. Рідко першою ознакою лейкемії може бути розвиток твердої лейкемічної маси або пухлини за межами кісткового мозку, яка називається хлорома. Іноді людина може не проявляти симптомів на ранній стадії патогенезу, і ГМЛ може бути виявлений випадково під час звичайного аналізу крові.